# Pylaisiadelpha yokohamae
Pylaisiadelpha yokohamae là một loài Rêu trong họ Sematophyllaceae. Loài này được (Broth.) W.R. Buck miêu tả khoa học đầu tiên năm 1984.